# Američko prizorsko slikarstvo
Američko prizorsko slikarstvo je naturalistički pravac u slikarstvu i umjetnosti u razdoblju između 1920-ih i 1940-ih u SAD-u. Ovo slikarstvo je znano i kao regionalizam.

## Povijest
Nakon prvog svjetskog rata brojni umjetnici iz SAD-u su odbacili suvremene pravce koji su potekli s međunarodne izložbe suvremene umjetnosti, poznate kao Armory Show, i europski utjecaja kao što je pariška škola (École de Paris).
Umjesto toga izabrali su akademistički realizam u prikazivanju američkih urbanih i ruralnih prizora.
Veći dio ovog slikarstva prikaziva umjetničko nacionalistički i romantistički svakodnevni američki život.
Za vrijeme 1930-ih su ovi umjetnici dokumentirali i prikazali američke gradove, gradiće i seoske krajobraze na načine koje se dotad nije vidjelo. Neki umjetnici su to napravili radi povratka u jednostavnija vremena, vremenski udaljena od industrijalizacije, dok su drugi tražili način za prikazati političku izjavu odnosno usmjerili su svoj rad revolucionarnim i radikalnim stvarima.
Poznati predstavnici su Thomas Hart Benton, Grant Wood,  Reginald Marsh i Stuart Davis.
Primjer tog sliarstva je slika Granta Wooda American Gothic, iz 1930., izložena u Čikaškom umjetničkom institutu.
Radovi koji naglađavaju lokalne i malogradske teme se često zove "američki regionalizam", a oni koji prikazuju urbane prizore se često naziva "socijalnim realizmom".